# Arthur Hugh Clough
Arthur Hugh Clough (Liverpool, 1º gennaio 1819 – Firenze, 13 novembre 1861) è stato un poeta inglese, fratello di Anne Jemima Clough ed assistente di Florence Nightingale.
È stato descritto come "un abile poeta i cui esperimenti nell'estendere il campo e i soggetti del linguaggio letterario erano molto avanti in rispetto al suo tempo". Clough è considerato uno dei più lungimiranti poeti inglesi dell'Ottocento anche a causa della sua schiettezza in campo sessuale che sconvolse i suoi contemporanei. Spesso in contrasto con le credenze religiose e gli ideali sociali del suo tempo, è stato detto che i suoi versi posseggono la malinconia e la perplessità di un'epoca di transizione, sebbene dal suo Through a Glass Darkly traspare che egli stesso non mancasse di determinate certezze religiose.
Nel 1860 il poeta, sentendosi sofferente di salute, intraprese dei viaggi. In Italia lo colse la malaria che lo portò alla morte, avvenuta a Firenze nel 1861. Il poeta Matthew Arnold compose nel 1865 il poema Thyrsis per commemorare l'amico.

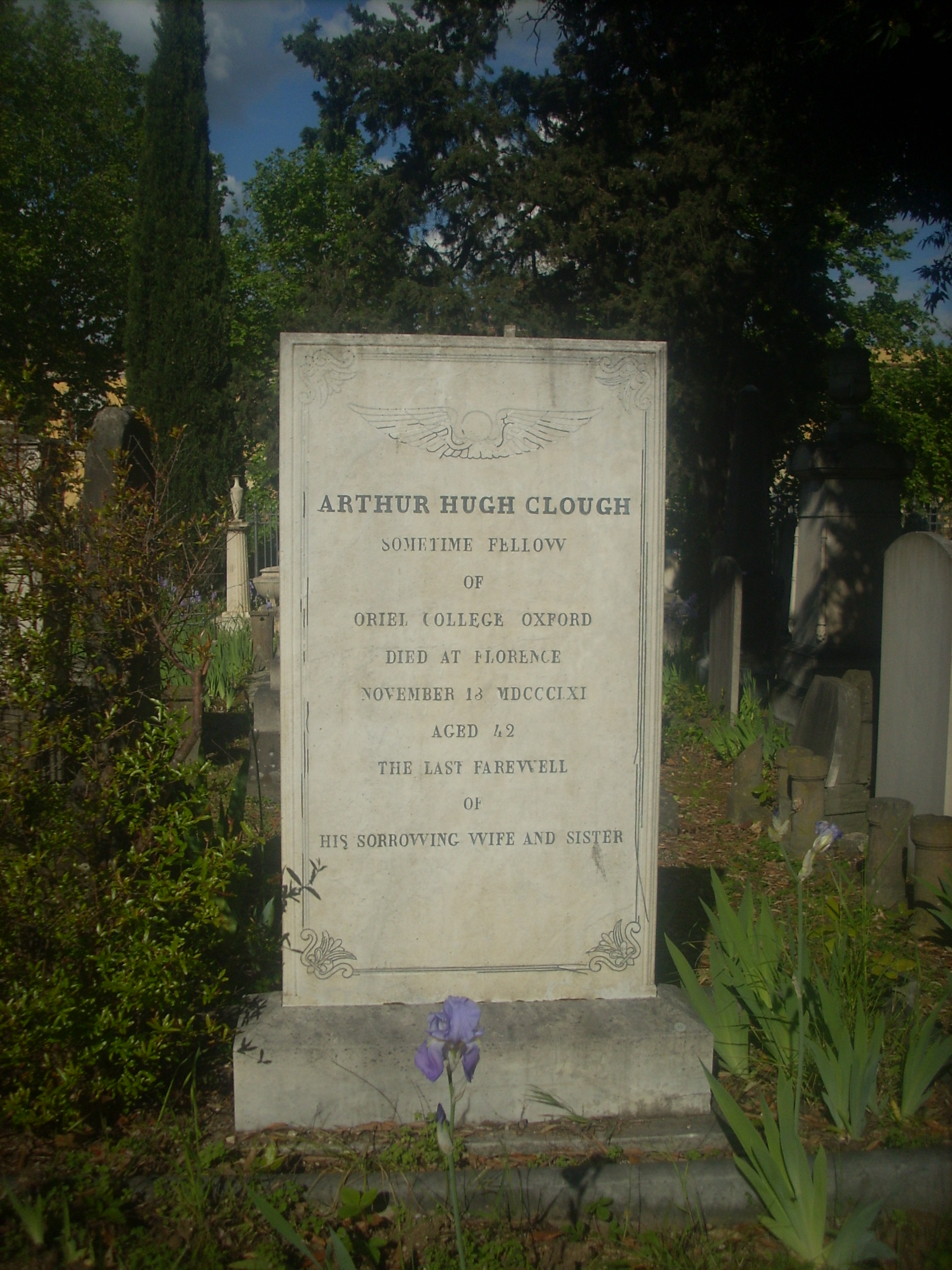
Tomba del poeta Arthur Hugh Clough al Cimitero degli inglesi a Firenze